# Лорънс Фертиг
Лорънс Фертиг (на английски: Lawrence Fertig) е американски публицист и бизнесмен.
Роден е на 19 март 1898 година в Ню Йорк. Завършва Нюйоркския университет, след което защитава магистратура по икономика в Колумбийския университет.
Основава и ръководи рекламна и маркетингова агенция. В продължение на много години е колумнист във вестниците „Ню Йорк Уърлд-Телеграм“ и „Сън“, където обикновено коментира икономически и политически въпроси.
Лорънс Фертиг умира в Ню Йорк на 26 октомври 1986 година.